# Коваль Ксенофонт Федорович
Ксенофонт (Ксенофонтій) Федорович Коваль (нар. 1898, село Шиманівка Подільської губернії, тепер Теплицького району Вінницької області — розстріляний 1 вересня 1937, Київ) — український радянський партійний діяч, відповідальний секретар Кам'янець-Подільського і Уманського окружних комітетів КП(б)У, 1-й секретар Сталінського міськкому КП(б)У, народний комісар фінансів Української СРР. Член ЦК КП(б)У в червні 1930 — травні 1937 р. Кандидат у члени Організаційного бюро ЦК КП(б)У в червні 1930 — січні 1934 р. Кандидат у члени і член ВУЦВК.

## Біографія
Народився у бідній селянській родині. З малих років наймитував. У 1913—1916 роках працював підручним слюсаря на локомобільному, а потім на радіаторному заводах у селищі Людиново Калузької губернії.
У травні 1916 року — 1917 — в російській імператорській армії, учасник Першої світової війни. У 1917 році обирався головою 75-го піхотного полкового революційного комітету.
У 1918—1920 роках — в Червоній армії: воював у складі 12-ї армії РСЧА.
Член РКП(б) з 1919 року.
З грудня 1920 року — завідувач відділу народної освіти Звенигородського повіту Київської губернії, секретар Звенигородського повітового комітету КП(б)У.
З січня по липень 1924 року — відповідальний секретар Білоцерківського окружного комітету КП(б)У. До кінця 1925 року працював на керівній партійній роботі в Києві.
У 1926—1927 роках — завідувач організаційно-інструкторського відділу Кременчуцького окружного комітету КП(б)У; завідувач організаційно-інструкторського відділу Полтавського окружного комітету КП(б)У.
20 січня 1927 — листопад 1928 року — відповідальний секретар Кам'янець-Подільського окружного комітету КП(б)У.
У 1929 році — відповідальний секретар Уманського окружного комітету КП(б)У.
У грудні 1929 — 1930 — завідувач відділу по роботі на селі ЦК КП(б)У. У 1930 — січні 1931 р. — завідувач відділу агітації й масових кампаній (агітмасового відділу) ЦК КП(б)У.
5 січня 1931 — 16 липня 1932 року — народний комісар фінансів Української СРР.
У липні 1932 — 1933 — завідувач організаційно-інструкторського відділу ЦК КП(б)У.
У 1933—1937? роках — 1-й секретар Сталінського міського комітету КП(б)У Донецької області.
У березні 1937 року був відряджений у розпорядження ЦК КП(б)У. З 16 квітня 1937 року працював начальником будівництва ґумового заводу в Києві.
17 липня 1937 року заарештований органами НКВС. 25 серпня 1937 року засуджений до розстрілу. Посмертно реабілітований у 1956 році.